# Don't Lose Your Head (canción de INXS)
«Don't Lose Your Head» es el cuadragésimo tercer disco sencillo del grupo australiano de rock INXS, el tercero desprendido de su décimo álbum de estudio Elegantly Wasted, y fue publicado el 27 de junio de 1997 en Europa y Australia; mientras que en Japón se publicó en diciembre de 1997. La canción fue escrita por Michael Hutchence y Andrew Farriss en Dublín en el año 1996. 
Aunque nunca se lanzó oficialmente como sencillo en Estados Unidos, INXS lanzó "Don't Lose Your Head" como un vínculo promocional con la película de 1997 Face/Off protagonizada por John Travolta y Nicolas Cage. La versión para las emisoras de radio fue remezclada por Tom Lord-Alge para limpiar la letra de apertura; "Te despiertas por la mañana con una estrella de mierda para un amigo" a "Te despiertas por la mañana con un comerciante como amigo".
Según una entrevista en la revista dominical News of the World, la letra de "Don't Lose Your Head" estaba dirigida directamente al líder de "Oasis" Liam Gallagher con quien Hutchence tuvo muchos desacuerdos a lo largo de los años.
Nicolas Cage acudió al concierto de INXS en Montreal durante el Elegantly Wasted Tour el 25 de septiembre de 1997. Hutchence dedicó "What You Need" y "Don't Lose Your Head" al actor, y subió a la ubicación de Cage durante el tema "Time".
En la película la canción suena en la radio del automóvil de Castor Troy (John Travolta) mientras conduce por el vecindario de Sean Archer por primera vez con su nueva cara.
"Don't Lose Your Head" se publicó como single promocional en el Reino Unido pero, tras la muerte de Hutchence, se retiró de inmediato. Originalmente se imprimieron alrededor de 500 copias, pero se destruyeron casi instantáneamente. Aunque el sencillo apareció comercialmente en otros territorios como Japón, su propósito para el mercado del Reino Unido fue principalmente como una herramienta de marketing para Face/Off. 
Nick Egan dirigió el video musical, con estilo de actuación e incluía clips de la película. Mientras estaban de gira en Sudáfrica, los productores de Face / Off le pidieron a la banda que filmara un video de la canción. El video fue filmado dentro de un gran hangar de aviones en una pista de aterrizaje ubicada en Ciudad del Cabo.  Egan también ha trabajado con INXS en el pasado en proyectos como la dirección de arte y el diseño de los álbumes X y Kick.

## Formatos
Formatos del sencillo.
En CD
| CD 1997 Mercury Records 568 038-2 |                                                     |                                    |          |  |
| N.º                               | Título                                              | Escritor(es)                       | Duración |  |
| 1.                                | «Don't Lose Your Head» (Radio Mix)                  | Andrew Farriss y Michael Hutchence | 3:34     |  |
| 2.                                | «Don't Lose Your Head» (Leadstation Solid Gold Mix) | Andrew Farriss y Michael Hutchence | 4:27     |  |

| CD 1997 Mercury Records 568 039-2 |                                                     |                                    |          |  |
| N.º                               | Título                                              | Escritor(es)                       | Duración |  |
| 1.                                | «Don't Lose Your Head» (Radio Mix)                  | Andrew Farriss y Michael Hutchence | 3:34     |  |
| 2.                                | «Don't Lose Your Head» (Leadstation Solid Gold Mix) | Andrew Farriss y Michael Hutchence | 4:27     |  |
| 3.                                | «I'm Just A Man» (Live)                             | Andrew Farriss y Michael Hutchence | 5:10     |  |
| 4.                                | «Kiss the Dirt (Falling Down the Mountain)» (Live)  | Andrew Farriss y Michael Hutchence | 3:54     |  |

| CD 1997 Mercury Records PHCR-4073 |                                                     |                                    |          |  |
| N.º                               | Título                                              | Escritor(es)                       | Duración |  |
| 1.                                | «Don't Lose Your Head» (Radio Mix)                  | Andrew Farriss y Michael Hutchence | 3:34     |  |
| 2.                                | «Don't Lose Your Head» (Leadstation Solid Gold Mix) | Andrew Farriss y Michael Hutchence | 4:27     |  |
| 3.                                | «Never Tear Us Apart» (Acoustic Version)            | Andrew Farriss y Michael Hutchence | 2:31     |  |
| 4.                                | «Elegantly Wasted» (Live)                           | Andrew Farriss y Michael Hutchence | 3:52     |  |
| 5.                                | «Need You Tonight» (Live)                           | Andrew Farriss y Michael Hutchence | 3:06     |  |
| 6.                                | «I'm Just A Man» (Live)                             | Andrew Farriss y Michael Hutchence | 5:10     |  |